# Verbascum brevipedicellatum
Verbascum brevipedicellatum är en flenörtsväxtart som först beskrevs av Engler, och fick sitt nu gällande namn av Huber-morath. Verbascum brevipedicellatum ingår i släktet kungsljus, och familjen flenörtsväxter. Inga underarter finns listade i Catalogue of Life.